# بيشال راي
بيشال راي (6 يونيو 1993 في نيبال - ) هو لاعب كرة قدم نيبالي في مركز الوسط. شارك مع منتخب نيبال تحت 17 سنة لكرة القدم ومنتخب نيبال تحت 20 سنة لكرة القدم ومنتخب نيبال لكرة القدم. أما مع النوادي، فقد لعب مع Saraswoti Youth Club ‏ وManang Marshyangdi Club ‏ وMachhindra F.C. ‏.

## روابط خارجية
- بيشال راي على موقع إي إس بي إن إف سي (الإنجليزية)
- بيشال راي على موقع قاعدة بيانات كرة القدم.إي يو (الإنجليزية)
- بيشال راي على موقع ناشيونال فوتبول تيمز (الإنجليزية)
- بيشال راي على موقع Soccerway.com (الإنجليزية)
- بيشال راي على موقع عالم كرة القدم.نت (الإنجليزية)